# Speyeria schellbachi
Speyeria schellbachi är en fjärilsart som beskrevs av Garth 1949. Speyeria schellbachi ingår i släktet Speyeria och familjen praktfjärilar. Inga underarter finns listade i Catalogue of Life.